# Theodore Edgar McCarrick
Theodore Edgar McCarrick (Nova Iorque, 7 de julho de 1930 – Dittmer, 3 de abril de 2025) foi um cardeal e arcebispo católico americano. Foi Arcebispo de Washington de 2001 a 2006.
Acusado de abusos sexuais, em julho de 2018 renunciou ao cardinalato, deixando de ser membro do Colégio dos Cardeais. O Papa Francisco, após aceitar a renúncia ao cardinalato, ordenou a sua reclusão até à conclusão das investigações pela Cúria Romana. Em fevereiro de 2019, tendo sido considerado culpados das acusações, foi-lhe aplicada pelo Papa Francisco a pena de demissão do estado clerical, deixando de ser membro do clero católico e passando à condição de leigo, no que foi o mais alto clérigo católico a ser laicizado nos tempos modernos.

## Início da vida e educação
Filho único, McCarrick nasceu em Nova York de Theodore E. e Margaret T. (née McLaughlin) McCarrick. Seu pai era um capitão de navio que morreu de tuberculose quando McCarrick tinha três anos de idade, e sua mãe então trabalhou em uma fábrica de peças de automóveis no Bronx. Quando criança, McCarrick serviu como coroinha na Igreja da Encarnação em Washington Heights.
Depois de cursar a Escola Preparatória Fordham, estudou na Suíça por um ano antes de retornar aos Estados Unidos e frequentar a Universidade Fordham.
McCarrick mais tarde entrou no Seminário de São José em Yonkers, de onde obteve o bacharelado em filosofia (1954) e um mestrado em teologia (1958).

## Sacerdócio
McCarrick foi ordenado ao sacerdócio pelo cardeal Francis Spellman, em 31 de maio de 1958. De 1958 a 1963, ele promoveu os seus estudos na Universidade Católica da América em Washington, D.C., ganhando um Ph.D. na sociologia. Ele então serviu como capelão assistente na Universidade Católica, onde mais tarde se tornou reitor de estudantes e diretor de desenvolvimento.

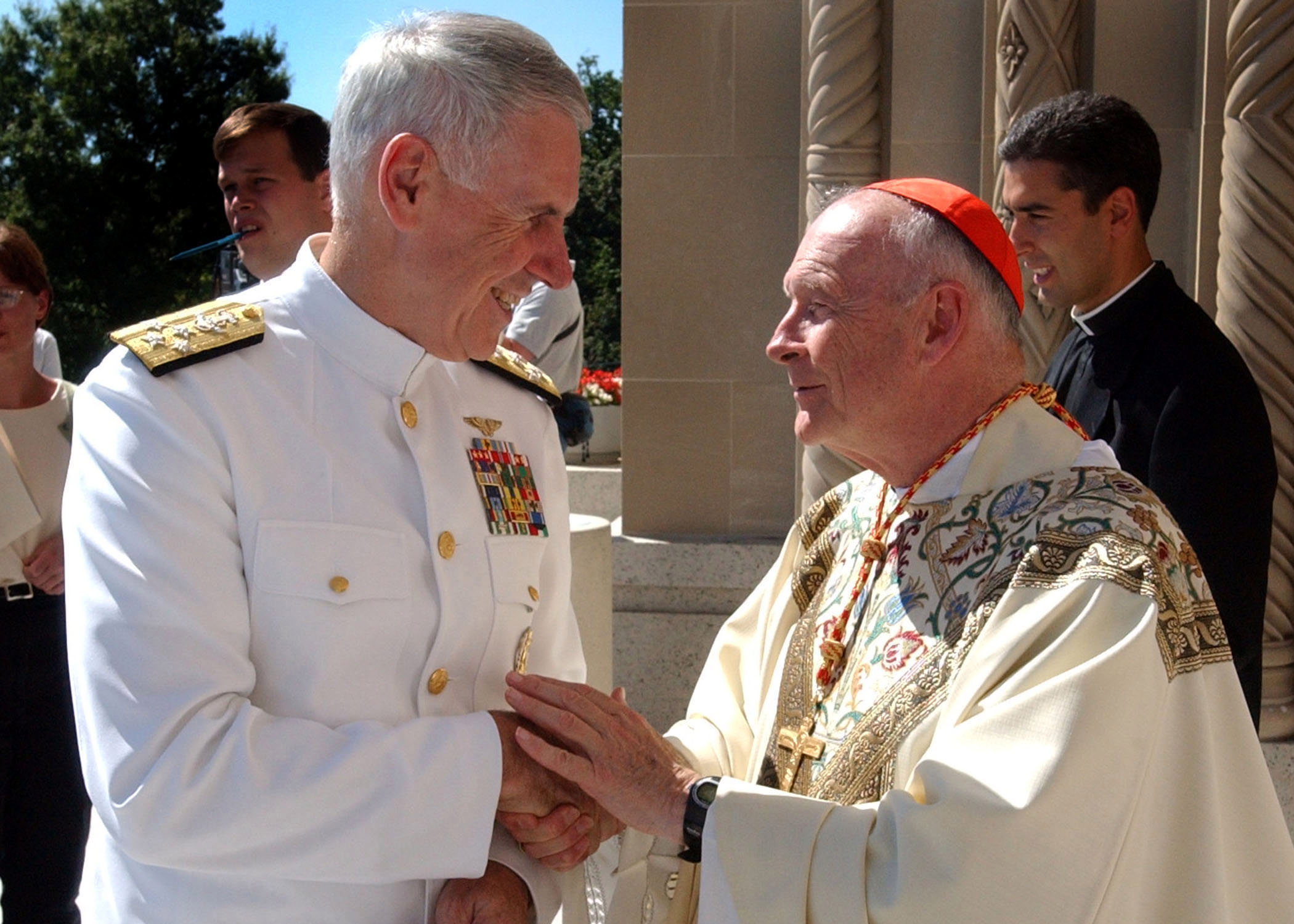
Cardeal McCarrick e Almirante William Fallon, 16 de setembro de 2001 em Washington, D.C.

McCarrick serviu como Presidente da Universidade Católica de Porto Rico de 1965 a 1969, e foi elevado ao posto de Prelado Nacional de Sua Santidade em 10 de novembro de 1965. Após seu retorno à Arquidiocese de Nova York, ele serviu como foi secretário adjunto de Educação e padre da Igreja do Santíssimo Sacramento até 1971. Durante esse período, ajudou a fundar o Comitê para a Educação e o Fundo de Bolsas para Cidades do Cardeal, que promove a educação dos pobres, particularmente entre as minorias.
Foi secretário particular do cardeal Terence Cooke de 1971 a 1977.

## Carreira episcopal

### Bispo Auxiliar de Nova York
Em 24 de maio de 1977, McCarrick foi nomeado Bispo Auxiliar de Nova York e Bispo Titular de Rusibisir pelo Papa Paulo VI. Ele recebeu sua consagração episcopal no dia 29 de junho do cardeal Cooke, com o arcebispo John Maguire e o bispo Patrick Ahern servindo como co-consagradores. Ele escolheu como seu lema episcopal: "Vem, Senhor Jesus" (Ap 22, 20).
Como auxiliar do cardeal Cooke, ele serviu como vigário geral de Manhattan e Harlem.

### Bispo de Metuchen
McCarrick mais tarde foi nomeado bispo fundador de Metuchen, Nova Jersey, em 19 de novembro de 1981. Ele foi instalado na Catedral de São Francisco de Assis em 31 de janeiro de 1982. Durante seu mandato, McCarrick ergueu novas paróquias em Perth Amboy, Califórnia, Skillman, Old Bridge e Three Bridges. Ele também supervisionou o desenvolvimento do Conselho Diocesano de Mulheres Católicas, o Apelo Anual do Bispo, e ministérios para negros e hispânicos, para atividades pró-vida e deficientes.

### Arcebispo de Newark
Em 30 de maio de 1986, McCarrick foi eleito o quarto arcebispo de Newark. Ele sucedeu Peter Leo Gerety e foi instalado na Catedral do Sagrado Coração em 25 de julho. Durante seu mandato, ele estabeleceu o Escritório de Evangelização, ministérios para hispânicos e vítimas do HIV e um programa de prevenção de drogas. Ele também promoveu vocações e ordenou um total de 200 sacerdotes para a Arquidiocese.
McCarrick tornou-se conhecido como um defensor da justiça social, dizendo uma vez: "A Igreja não pode ser autêntica a menos que cuide dos pobres, dos recém-chegados, dos necessitados". Durante a década de 1980, ele atuou como observador oficial da Comissão de Helsinque e da Conferência sobre Segurança e Cooperação na Europa , servindo a pedido do Departamento de Estado . Em 1988, ele participou de uma reunião inter-religiosa com Fidel Castro para promover a liberdade religiosa em Cuba, a primeira reunião do gênero desde a revolução comunista de 1958. McCarrick, como representante de famílias de imigrantes irlandeses, foi escolhido para ser colocado no Ellis Island Hall of Fame em 8 de dezembro de 1990.
Dentro da Conferência dos Bispos Católicos dos Estados Unidos, ele atuou como presidente do Comitê de Ajuda à Igreja na Europa Central e Oriental de 1992 a 1997. Nesta qualidade, ele visitou países como Iugoslávia, Países Bálticos e Cazaquistão. Ele foi eleito duas vezes para chefiar o Comitê de Migração da USCCB, e uma vez pediu ao Congresso "para reconhecer e apoiar a importante tarefa de nutrir novos cidadãos para que eles possam começar a desempenhar um papel pleno no futuro desta nação". Mais tarde ele se tornou membro do Pontifício Conselho para a Pastoral dos Migrantes e Itinerantes.
Ele foi eleito presidente do Comitê Episcopal para Política Internacional em 1996. Suas outras visitas incluíram a Bósnia (que ele descreveu como "reminiscente do Holocausto"), China, Polônia, Romênia, Rússia, Ruanda e Suíça. Em 1995, ele hospedou Madre Teresa e, posteriormente, o Papa João Paulo II, que elevou a Catedral do Sagrado Coração ao posto de basílica durante sua visita, por sugestão de McCarrick. Registrado pelo Secretário do Trabalho Alexis Herman, anunciou uma iniciativa em 1997 para assegurar que os uniformes escolares católicos em sua arquidiocese não fossem fabricados em fábricas clandestinas.
Além de seus deveres como arcebispo, McCarrick foi nomeado superior de Turks e Caicos em 17 de outubro de 1998.

### Arcebispo de Washington

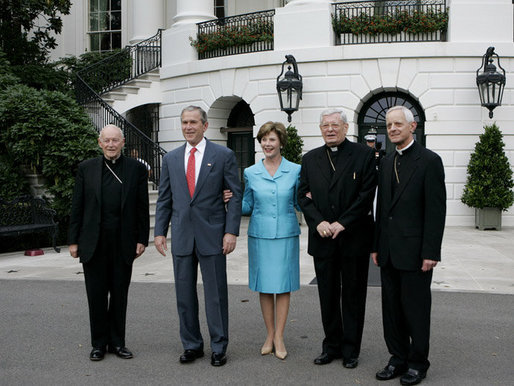
Presidente George W. Bush dos Estados Unidos e Laura Bush recebem o ex-Arcebispo de Washington McCarrick, à esq., o novo Arcebispo Donald Wuerl, à dir., e o núncio apostólico Pietro Sambi na Casa Branca.

Em 21 de novembro de 2000, o papa João Paulo II nomeou McCarrick o quinto arcebispo de Washington. Em 21 de fevereiro de 2001, João Paulo II fez dele um cardeal, designando-o como cardeal-presbítero para a igreja titular de Ss. Nerei e Achilleo. Foi um dos cardeais eleitores que participaram do Conclave de 2005 que elegeu o Papa Bento XVI.

## Aposentadoria
Em 16 de maio de 2006, o Papa Bento XVI aceitou a renúncia do Cardeal McCarrick como Arcebispo de Washington, D.C., quando este atingiu o limite habitual de 75 anos, e nomeou Donald Wuerl, Bispo de Pittsburgh, como o 6º Arcebispo de Washington, D.C. De 16 de maio de 2006 até a instalação de Wuerl um mês depois, em 22 de junho, McCarrick serviu como Administrador Apostólico da Arquidiocese de Washington, um posto provisório.
McCarrick foi nomeado conselheiro do Centro de Estudos Estratégicos e Internacionais em 2007.
McCarrick é um poliglota, falando cinco idiomas.
Em 2009, McCarrick falou no serviço religioso do senador norte-americano Edward M. Kennedy no Cemitério Nacional de Arlington e leu uma carta que Kennedy havia escrito ao papa Bento XVI.
McCarrick tem sido descrito como um "centrista" e um "progressista declarado" na escala teológica e política da Igreja. Um artigo de 2014 do New York Times o identifica como "um dos vários clérigos que foram mais ou menos colocados para pastorear durante o pontificado de oito anos de Bento XVI ", acrescentando que após a eleição do Papa Francis encontrou-se "de volta à mistura". Durante sua aposentadoria, ele fez uma quantidade significativa de viajar para o exterior. Ele repetidamente se encontrou pessoalmente com o presidente da Câmara, John Boehnere pediu-lhe para passar a reforma da imigração. McCarrick passou uma quantidade significativa de tempo viajando e se engajando no diálogo inter-religioso. Em abril de 2014, ele foi à República Centro-Africana para se encontrar com líderes muçulmanos. Ele também viajou para a Síria para visitar clérigos ortodoxos orientais.

## Acusações de abuso sexual e remoção de ministério público

### Avisos sobre a conduta de McCarrick
Richard Sipe publicou trechos de acordos de compensação em 2010. Outros relataram que em 2012 a The New York Times Magazine agendou mas nunca publicou uma história detalhando o abuso de McCarrick de seminaristas adultos, com base em documentos judiciais dos assentamentos legais entre McCarrick e ex-seminaristas e uma entrevista com uma das vítimas. O New York Times publicou um artigo de primeira página descrevendo o abuso de McCarrick de seminaristas adultos em 16 de julho de 2018. Houve perguntas sobre o quanto altos funcionários católicos poderiam saber sobre as ações de McCarrick. Documentos obtidos pelo The New York Times revelam que, em 1994, um padre escreveu uma carta ao bispo Edward T. Hughes, sucessor de McCarrick como bispo de Metuchen, afirmando que McCarrick havia tocado nele de forma inadequada. Essa foi a primeira ocasião conhecida em que um padre se queixou a um superior. Os documentos também mostram que pelo menos um padre, depois de falar sobre o assunto com o núncio apostólico Gabriel Montalvo Higuera, advertiu o Papa João Paulo II sobre fazer o Arcebispo McCarrick de Washington em 2000. Sipe diz que escreveu uma carta a Bento XVI em 2008 alegando que As atividades de McCarrick "eram amplamente conhecidas há várias décadas".

### Remoção do ministério e renúncia do Colégio dos Cardeais
Em 20 de junho de 2018, McCarrick foi removido do ministério público pela Santa Sé depois que um comitê de revisão da Arquidiocese Católica Romana de Nova York achou uma alegação "credível e substanciada" de que ele havia abusado sexualmente de um coroinha de 16 anos de idade. um padre em Nova York. Patrick Noaker, o advogado do denunciante anônimo, alegou dois incidentes na Catedral de St. Patrick, um em 1971 e outro em 1972. Noaker afirmou que, ao medir o adolescente para uma batina, McCarrick "abriu as calças [do menino] e colocou as mãos nas calças do menino".
McCarrick afirmou que ele era inocente dessas acusações: "Eu não tenho absolutamente nenhuma lembrança desse abuso denunciado e acredito na minha inocência." Ele também declarou: "Em obediência eu aceito a decisão da Santa Sé, que eu não exerço mais nenhum ministério público".
Também em 20 de junho de 2018, o cardeal Joseph W. Tobin, de Newark, revelou que durante o ministério de McCarrick em Nova Jersey, houve acusações de má conduta sexual com três adultos e que duas das alegações resultaram em acordos financeiros confidenciais com os reclamantes.
No final de julho de 2018, um homem de Nova Jersey cujo tio conheceu McCarrick desde o ensino médio alegou que McCarrick tocou-o sexualmente desde os 13 anos de idade.
Em 5 de julho, a Universidade Fordham rescindiu um grau honorário e outras honrarias que havia concedido a McCarrick.
Em 27 de julho de 2018, o Papa Francisco ordenou que McCarrick observasse "uma vida de oração e penitência em reclusão" e aceitou sua renúncia do Colégio dos Cardeais. McCarrick se tornou a primeira pessoa a renunciar do Colégio de Cardeais desde Louis Billot em 1927, e o primeiro cardeal a renunciar em meio a alegações de abuso sexual.

### Leigo
Em 16 de fevereiro de 2019, o Vaticano anunciou que McCarrick havia sido laicado, isto é, removido do sacerdócio. A Congregação para a Doutrina da Fé (CDF), em um processo penal da igreja, considerou McCarrick culpado de "solicitação no Sacramento da Confissão, e pecados contra o Sexto Mandamento com menores e com adultos, com o agravante do abuso de poder". O veredito de culpado foi emitido em 11 de janeiro de 2019, e McCarrick apelou. A Congregação rejeitou o apelo em 13 de fevereiro e McCarrick foi notificado em 15 de fevereiro. O Papa Francisco "reconheceu a natureza definitiva desta decisão feita de acordo com a lei, tornando-a uma res iudicata (ou seja, não admitindo nenhum outro recurso)" o que significa que é definitiva e McCarrick não tem mais oportunidade de apelar. A CDF usou um processo judicial acelerado projetado para casos em que a evidência é esmagadora. Sob a lei canônica, a ordenação de McCarrick não pode ser desfeita, mas ele não pode desempenhar nenhum dever sacerdotal, inclusive celebrar a missa. McCarrick é a autoridade mais importante da Igreja nos tempos modernos a ser laicizada.